# Vereinigung für Ökologische Ökonomie
Die Vereinigung für Ökologische Ökonomie (VÖÖ) ist eine deutsche wissenschaftliche Vereinigung, die sich für ökologische Grundsätze in der globalen Wirtschaft einsetzt.

## Geschichte und Hintergrund
Im Jahr 1992 hielten die Ökonomin Christiane Busch-Lüty und der Physiker Hans-Peter Dürr bei der Tagung des Vereins für Socialpolitik (VfS) einen Duett-Vortrag zu „Ökonomie und Natur“. Da sich in der Diskussion herausstellte, dass die vertretene Sicht der Ökonomie im VfS zeitnah keinen Platz finden würde, entschloss man sich zur Gründung einer eigenständigen Vereinigung. Busch-Lüty initiierte 1996 die Gründung als Teil einer kleinen, interdisziplinär zusammengesetzten Wissenschaftlergruppe als deutschsprachige Sektion der International Society for Ecological Economics (ISEE). Die Schirmherrschaft der konstituierenden Tagung im April 1996 in der Heidelberger Forschungsstätte der Evangelischen Studiengemeinschaft (FEST) übernahm die dortige Oberbürgermeisterin Beate Weber. Die 50 anwesenden Wissenschaftler verband die Überzeugung, „dass die Forderungen des UNO-Gipfels 1992 von Rio de Janeiro, überall eine wirklich nachhaltige Entwicklung einzuleiten, berechtigt sind und umfassend umgesetzt werden müssen.“ Aus der Erkenntnis heraus, dass Wirtschaftswachstum die falsche Antwort auf die damaligen ökonomischen Probleme ist, wollte die Vereinigung „strategisch handeln, um die Chance einer Veränderung der hochschulpolitischen Landschaft in Lehre und Forschung in ihrem Sinne zu nutzen“.

## Positionen
Die VÖÖ vertritt die Ansicht, dass die klassischen ökonomischen Wissenschaften allein mit der sich hieraus ergebenden Reformaufgabe überfordert sind und erklärt: „Andere Wissenschaften, eine veränderungsbereite Politik und die kulturellen Kräfte der ganzen Gesellschaft werden gebraucht, um den notwendigen Wandel umzusetzen und zu gestalten.“ Bis zum Jahr 2010 konzentrierte sich die VÖÖ auf die Etablierung des Konzepts der Nachhaltigkeit in seiner ökologischen, sozialen und ökonomischen Perspektive. Seit Beginn vertritt sie die Notwendigkeit einer transdisziplinären Herangehensweise. Seit einer Neuorientierung im Jahr 2010 hat sie sich explizit wachstumskritisch positioniert und die Ablösung der ökonomischen Wachstumspolitik durch eine Postwachstumsökonomie in ihrem Leitbild verankert. Hierbei wird insbesondere der Begriff des „Nachhaltigen Wachstums“ als Oxymoron kritisiert, und die Bedeutung der Kombination von Öko-Effizienz, Konsistenz und Suffizienz betont. Ein zentrales Forschungsthema sind ökonomische Wachstumszwänge.

## Arbeit und Kooperationen

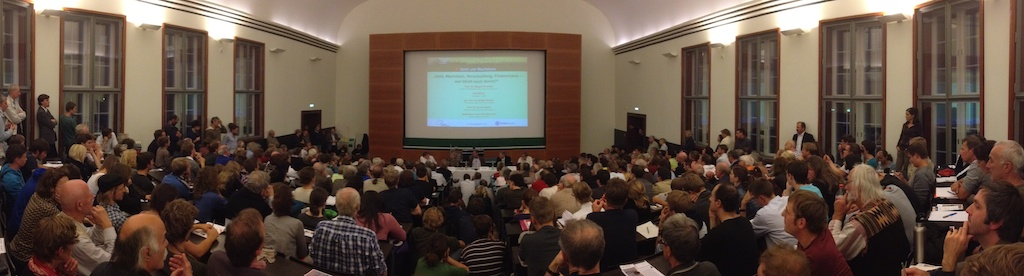
Podiumsdiskussion bei der Jahrestagung 2012

Die VÖÖ arbeitet vor allem in themenfeldbezogenen Arbeitskreisen, in jährlichen Arbeitstagungen und Workshops. Sie verlegt eine Schriftenreihe, in der unter anderem mit dem Kapp-Forschungspreises ausgezeichnete Arbeiten veröffentlicht werden, eine Reihe von Diskussionspapieren sowie weitere Publikationen. Seit Oktober 2010 unterstützt die VÖÖ über das „Netzwerk Wachstumswende“ Studierende und Praktiker, die Teil der wachstumskritischen Bewegung sind.
Neben den Vorsitzenden Erik Wolf (seit 2018) und André Reichel (seit 2017) sind weitere Vorstandsmitglieder Eva Lang und Daniel Dahm. Ehemalige Vorsitzende waren Niko Paech (2010–14), Gerhard Oesten (2010–12), Oliver Richters (2012–16), Eva Lang (2014–16), Dirk Löhr (2016–17) und Susanne Hartard (2016–18). Bekannte Mitglieder sind Adelheid Biesecker, Sigrid Stagl, Daniel Dahm, Peter Finke und Beate Weber. Inzwischen verstorbene Gründungsmitglieder waren Hans Christoph Binswanger, Hans-Peter Dürr, das langjährige Vorstandsmitglied Gerhard Scherhorn und die Initiatorin und Ehrenvorsitzende Christiane Busch-Lüty.
Die VÖÖ beziehungsweise ihre Mitglieder sind über vielfältige Vernetzungen und Kooperationen mit anderen gesellschaftlichen Gruppierungen und Institutionen verbunden. Die Vereinigung ist Mitglied in der International Society for Ecological Economics (ISEE), auf deren Ideen und Grundsätzen sie sich in ihrer Satzung ausdrücklich bezieht. Weitere inhaltliche Verbindungen bestehen zur European Society for Ecological Economics (ESEE) sowie in Deutschland zur Vereinigung für ökologische Wirtschaftsforschung (VÖW), mit der bereits gemeinsame Tagungen organisiert wurden. Im Rahmen der gemeinsamen Tagung 2003 wurde die „Heidelberger Erklärung zur Umsetzung und Weiterentwicklung der deutschen Nachhaltigkeitsstrategie“ veröffentlicht. Seit Jahr 2010 fokussieren die Tagungen auf Themen der Wachstumskritik. Der Sozialforscher Matthias Schmelzer nennt die VÖÖ als wichtige Institution der an individueller Suffizienz orientierten Strömung der wachstumskritischen Bewegung.

## Preise
Zwischen 1998 und 2002 vergab die VÖÖ gemeinsam mit der Schweisfurth-Stiftung zweijährlich den Schweisfurth-Forschungspreis für Ökologische Ökonomie an junge Wissenschaftler. Seit 2004 wird er als Kapp-Forschungspreis für Ökologische Ökonomie gemeinsam mit mehreren Stiftungen ausgeschrieben. 2013 vergab sie erstmals in Gedenken an die Gründerin und Ehrenvorsitzende den Christiane Busch-Lüty Förderpreis für Ökologische Ökonomie an die Lüneburger Soziologin Daniela Gottschlich, 2015 wurde er an Tilman Santarius verliehen.